# Brookesia ambreensis
Brookesia ambreensis Raxworthy & Nussbaum, 1995 è un piccolo sauro della famiglia Chamaeleonidae, endemico del Madagascar.

## Distribuzione e habitat
L'areale di questa specie è ristretto al massiccio della Montagna d'Ambra, nel nord del Madagascar, tra i 650 e i 1 150 m di altitudine.

## Conservazione
La IUCN Red List classifica B. ambreensis come specie prossima alla minaccia (Near Threatened).
La specie è inserita nella Appendice II della Convention on International Trade of Endangered Species (CITES).
Il suo areale ricade interamente all'interno del Parco nazionale della Montagna d'Ambra.